# Constantin von Wurzbach
Pour les articles homonymes, voir Wurzbach.
Œuvres principales
Dictionnaire biographique de l'empire d'Autriche

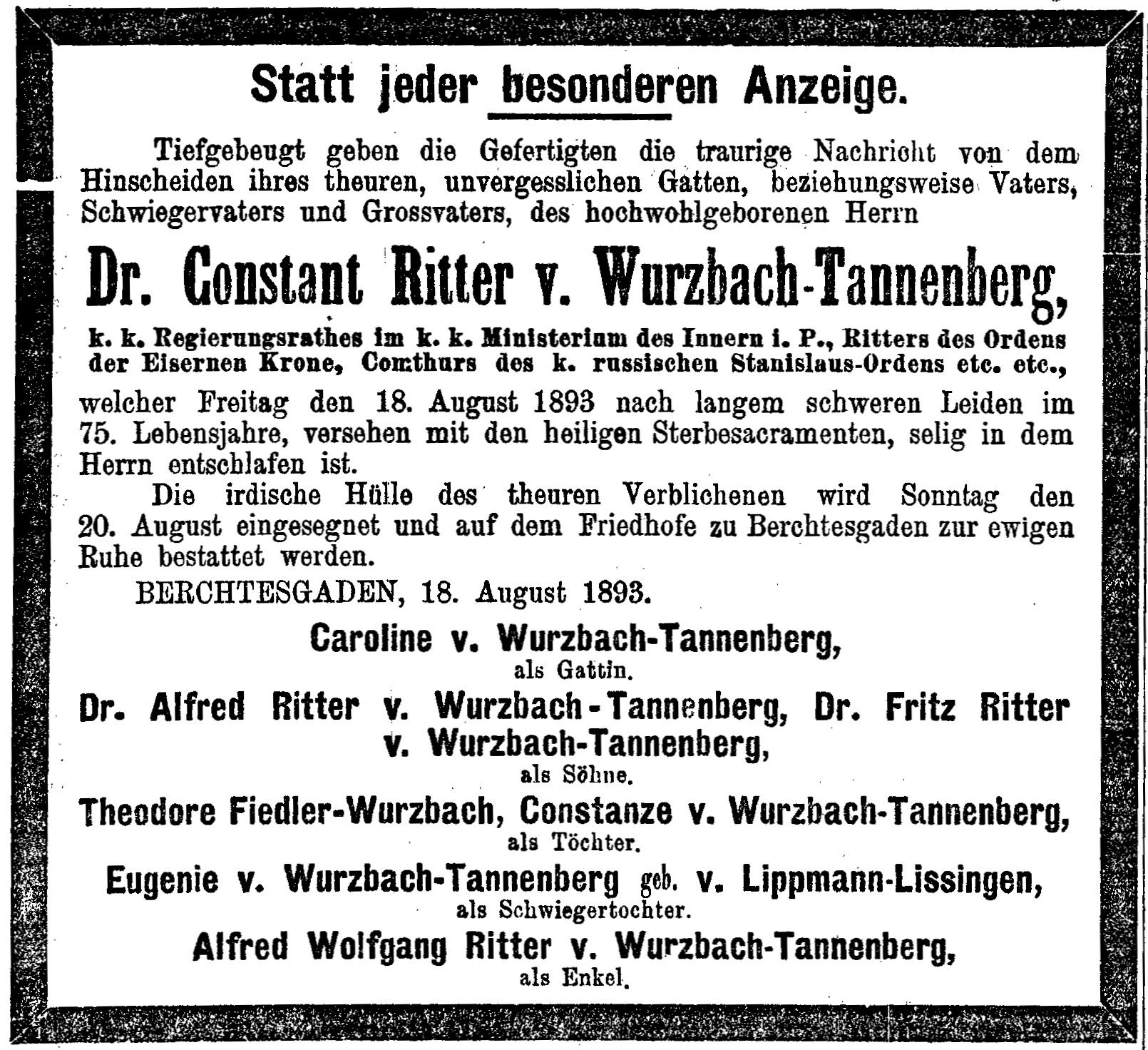
Notice nécrologique du Dr. Constant von Wurzbach-Tannenberg

Le chevalier Constantin Wurzbach von Tannenberg, (né le 11 avril 1818 à Laibach; † le 18 août 1893 à Berchtesgaden) est un lexicographe et écrivain autrichien. Son chef-d’œuvre est le « Dictionnaire biographique de l'empire d'Autriche » (Biographisches Lexikon des Kaiserthums Oesterreich), en 60 volumes.
Il est le père du critique d'art Alfred von Wurzbach.

## Biographie

### Jeunesse
Wurzbach, dont les prénoms de baptême étaient Édouard-Constantin Michel, était le septième des dix fils du juriste Maximilian Wurzbach, qui avait été anobli en 1854 avec le titre de chevalier von Tannenberg, et de son épouse Josefina Pinter. Il passa son enfance à Laibach dont il fréquenta le Lycæum où il étudia la philosophie. Au contact des cercles intellectuels de Laibach, il se lança dans la production poétique et collabora à la presse locale. Il avait très jeune été influencé par la poésie de Lenau et de Anastasius Grün, et avec son frère aîné Karl (car tous deux étaient affiliés aux cercles de la jeunesse libérale) il composait des poèmes en allemand. Plusieurs de ces poèmes parurent dès 1834 dans le recueil « Pages d'Illyrie » (Illyrischen Blättern). En 1835, Constantin publia à compte d'auteur un poème dédié à ses professeurs, puis en 1837 la traduction d'un sonnet de Cesare Betteloni.

### Service militaire
Son père, que l’inclination poétique de son fils contrariait, le fit inscrire en 1835 à la Faculté de droit de l’Université de Graz, mais son assiduité n'alla pas au-delà de quatre semestres. En 1837, il s'enrôla comme soldat dans le régiment d’infanterie Nugent de Galicie, stationné à Cracovie. Il n'était encore que cadet lorsqu'il publia en 1841, pour la première fois sous le pseudonyme épico-lyrique W. Constant, son premier recueil de poésie Mosaïque, qu'il dédia à son père. Les services de la censure blâmèrent l'ouvrage.
Promu sous-lieutenant en 1841, Wurzbach fut affecté en garnison à Lemberg. Parallèlement à sa carrière d’officier il étudiait à l’université locale et fut en 1843 le premier officier d'active à obtenir le titre de docteur en Philosophie. À la fin de cette année, il démissionna de l'armée d'Autriche-Hongrie et entra comme conservateur à la bibliothèque universitaire de Lemberg.

### Journaliste et archiviste
Il épousa en 1843 Antonie Hinzinger, qui accoucha la même année de leur fille Théodora et en 1845 d'un fils, Alfred von Wurzbach.
En 1847, Wurzbach travailla pour le journal local de Lemberg, et fut le chroniqueur politique des événements révolutionnaires de mars 1848. Ses comptes rendus loyaux à la monarchie firent qu'au mois d'octobre il reçut un poste à plein temps à la bibliothèque impériale de Vienne, et au mois de décembre il était embauché comme archiviste au Ministère de l'Intérieur. On le chargea de mettre sur pied une bibliothèque, destinée à rassembler toute la documentation utile à l'élaboration de la nouvelle constitution du royaume. Au mois d'avril 1849, Wurzbach en devenait le bibliothécaire et conserva ce poste jusqu'en 1874.
Il eut ainsi tout loisir de compiler des notices bibliographiques et biographiques, rassemblées une première fois de 1853 à 1856 sous le titre de Panorama biblio-statistique de la Littérature de l’Empire d'Autriche. Avec la fin des travaux de construction, la gestion de la bibliothèque l'absorba de plus en plus et il dut en 1859 mettre un frein à ses recherches bibliographiques. Cependant le « Dictionnaire biographique de l'empire d'Autriche » (Biographisches Lexikon des Kaiserthums Oesterreich), commencé en 1855, et dont seulement trois tomes avaient paru en 1858, bénéficia des subventions de l’Académie impériale des Sciences jusqu'à son achèvement en 1891. Wurzbach y rassembla quelque 24 000 articles.

### Anoblissement

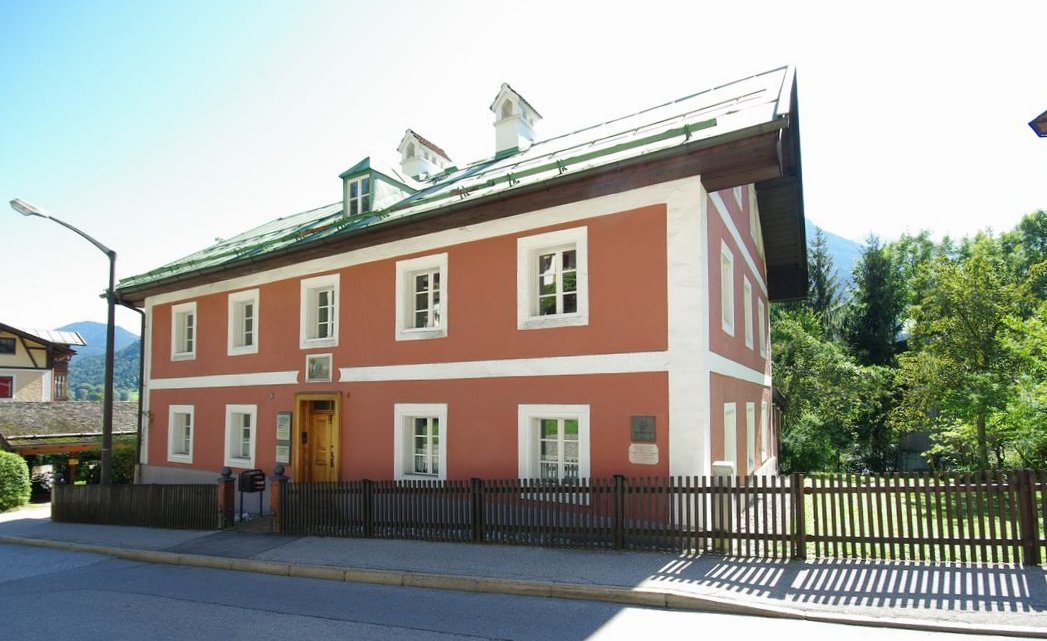
Son chalet de Berchtesgaden.

En hommage à sa production littéraire, l'Empereur nomma Constantin Wurzbach conseiller d’État et directeur de la Bibliothèque administrative du ministère de l'Intérieur, le fit chevalier de l’Ordre de François-Joseph et en 1874 chevalier de IIIe classe de l’Ordre de la Couronne de fer. Cette dernière décoration entraînait ipso facto l'admission dans la noblesse autrichienne. 
Le chevalier Constantin Wurzbach von Tannenberg se retira désormais à Berchtesgaden où il mourut en 1893. Nonobstant son intérêt pour le folklore slave, il cultivait les traditions allemandes et demeura (malgré de nombreuses désillusions) un Autrichien patriote. En témoigne son épitaphe du vieux cimetière de Berchtesgaden : « Loin de sa patrie, mais de tout cœur reconnaissant » (Fern dem Vaterlande, welches dankbar seiner gedenkt).
En 1894 une rue du quartier de Rudolfsheim-Fünfhaus (15e arrondissement de Vienne), la Wurzbachgasse, a été inaugurée en son honneur.

## Œuvres
- Chansons populaires de Pologne et de Ruthénie. Vienne 1846
- Parallèles. Éd. Wiegand, Leipzig 1849
- Les proverbes polonais et leur contexte historique. 2e éd. augm., Vienne 1852
- Les églises de Cracovie. Vienne 1853
- Le Page de l'Empereur : poème sur la loyauté. - Düsseldorf : Arnz, 1854. édition numérique de la bibliothèque universitaire de Düsseldorf
- Panorama biblio-statistique de la Littérature de l’Empire d'Autriche en trois parties, Vienne (1853–1856)
- Dictionnaire biographique de l'empire d'Autriche. 60 vol., Vienne 1856–1891
- Das Schillerbuch. Vienne 1859
- Joseph Haydn et son frère Michael. Vienne 1862
- Paroles historiques, proverbes et dictons  (3e cahier, Prague, 1863)
- « Pureté et souillure dans les proverbes » (Glimpf und Schimpf in Spruch und Wort. Vienne, 1864)
- Mozartbuch. Vienne 1868
- Franz Grillparzer. Vienne 1871
- « Célébrités de Salzbourg » (Zur Salzburger Biographik, 1872)
- Ein Madonnenmaler unsrer Zeit: E. Steinle. Vienne 1879

## Voir également
- (de) « Publications de et sur Constantin von Wurzbach », dans le catalogue en ligne de la Bibliothèque nationale allemande (DNB).
- (de) Meyers Konversations-Lexikon, vol. 16, Leipzig, Bibliographisches Institut, 1885–1892 (réimpr. 4) (lire en ligne), « Wurzbach », p. 784
- Œuvres consultables sur Internet :
  - (de) Les proverbes polonais et leur contexte historique. 1852. (books.google.com)
  - (de) Mozart-Buch (www.zeno.org)
  - Biographisches Lexikon des Kaiserthums Österreich (60 vol., 1856-91); consultable par ex. sur gescannt bei Austrian Literature Online